# Jeremiah S. Black
Jeremiah Sullivan Black (Glades, 10 de janeiro de 1810 – Iorque, 19 de agosto de 1883) foi um advogado e político norte-americano. Ele serviu como juiz na suprema corte do estado da Pensilvânia e também Procurador-Geral e Secretário de Estado durante a presidência de James Buchanan.

## Juventude
Jeremiah S. Black nasceu em 10 de janeiro de 1810, em Stony Creek, Pensilvânia, perto de Glades, Pensilvânia. Ele era filho do Representante Henry Black e Mary (Sullivan) Black. Jeremiah Black foi bastante autodidata antes de começar a estudar Direito com Chauncey Forward. Ele foi admitido na  dos Advogados da Pensilvânia antes dos 21 anos. Ele gradualmente se tornou um dos principais advogados americanos e foi membro da Suprema Corte da Pensilvânia (1851-57), servindo como Chefe de Justiça (1851-54).

## Gabinete de James Buchanan (1857-1861)

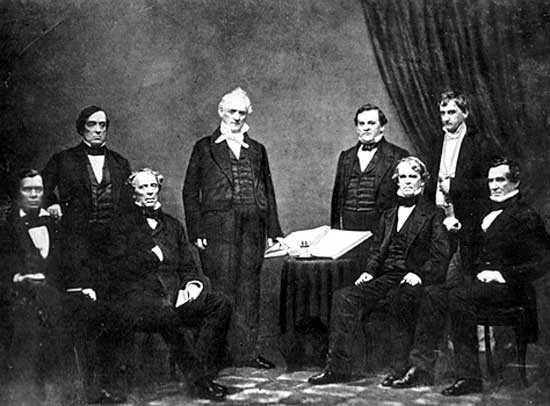
O Gabinete Buchanan, c. 1859: (da esquerda para a direita) Jacob Thompson, Lewis Cass, John B. Floyd, James Buchanan, Howell Cobb, Isaac Toucey, Joseph Holt e Jeremiah Black

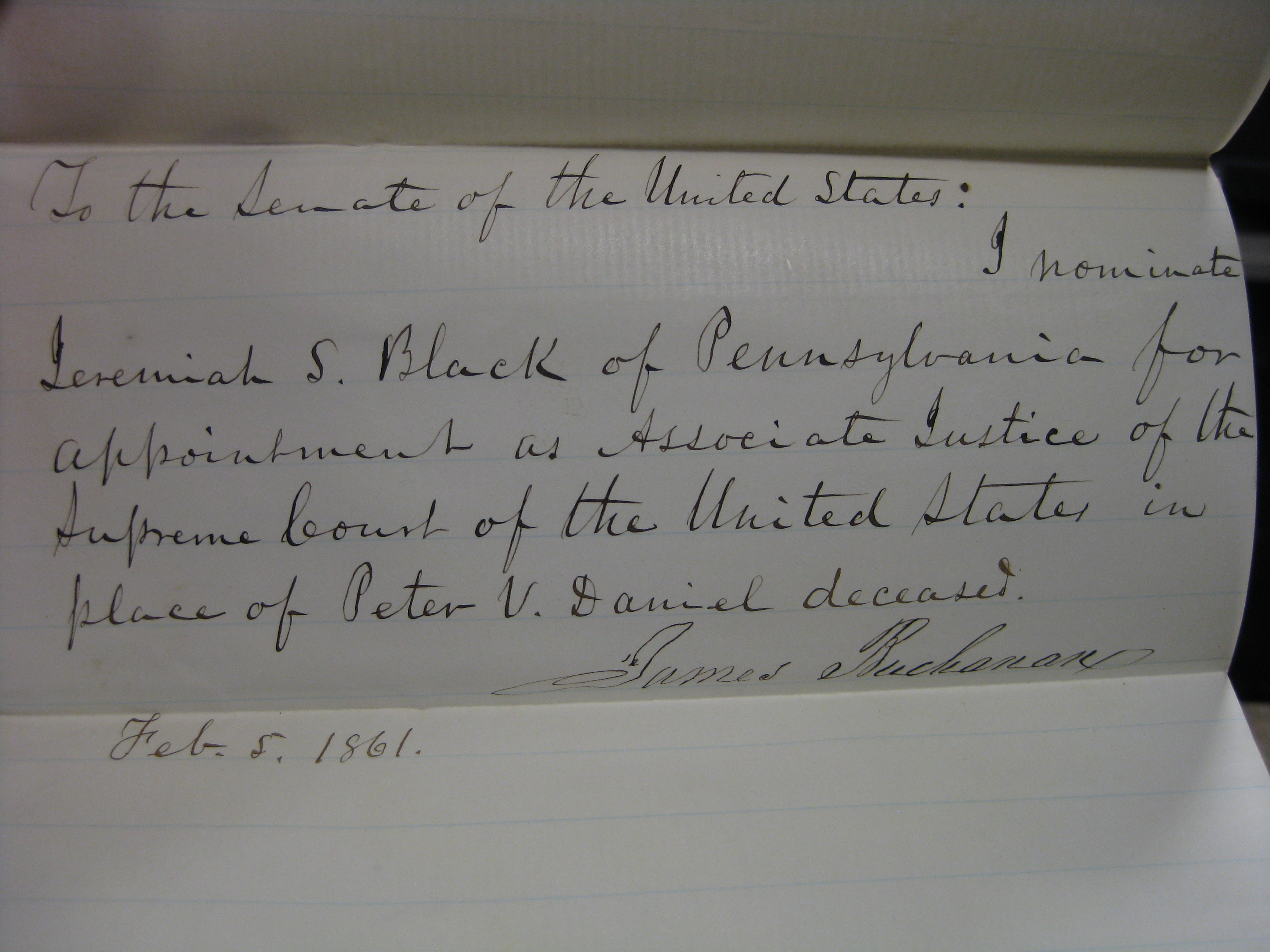
Carta do presidente Buchanan de 1861, nomeando Jeremiah Black para a Suprema Corte dos Estados Unidos

Em 1857, ingressou na administração de James Buchanan como Procurador-Geral. Nesta posição, ele contestou com sucesso a validade das reivindicações de terras da Califórnia para cerca de 19 000 milhas quadradas (49 000 km2) de terras, fraudulentamente alegadas como tendo sido concedidas a grileiros e outros pelo governo mexicano antes do fechamento do México – Guerra Americana.
Quando o secretário de Estado Lewis Cass renunciou em dezembro de 1860, Black foi nomeado para substituí-lo, servindo de 17 de dezembro de 1860 até o final do mandato de Buchanan em 4 de março de 1861.  Black pediu com sucesso a nomeação de Edwin M. Stanton como seu sucessor como procurador-geral.
Black foi talvez o mais influente dos assessores oficiais do presidente Buchanan também, durante a crise da secessão. Ele negou a constitucionalidade da secessão e pediu que Fort Sumter fosse devidamente reforçado e defendido. No entanto, ele também argumentou que um estado não poderia ser legalmente coagido pelo governo federal.
Em 5 de fevereiro de 1861, o presidente Buchanan o indicou para um assento na Suprema Corte dos Estados Unidos; mas uma moção de 21 de fevereiro para prosseguir com a consideração da nomeação foi derrotada em 25-26 e caducou no final do 36º Congresso. Posteriormente, Black foi nomeado Relator de decisões da Suprema Corte dos Estados Unidos, cargo que ocupou por dois anos. Depois de publicar os relatórios de 1861 e 1862 (EUA 66-67), ele renunciou e se dedicou quase exclusivamente à sua prática de direito privado.

## Vida posterior
Após a Guerra Civil, ele se opôs vigorosamente ao plano do Congresso para a Reconstrução e redigiu a mensagem do presidente Andrew Johnson vetando a Lei de Reconstrução aprovada em 2 de março de 1867; seu veto foi anulado. Black também fez parte brevemente da equipe de defesa do presidente no início de seu julgamento de impeachment de 1868 perante o Senado dos Estados Unidos.
Mais tarde, de 1869 a 1876, ele serviu como advogado do secretário de guerra dos Estados Unidos, William W. Belknap, que em 1876 foi acusado de corrupção; ele também representou Samuel J. Tilden durante a disputa pela presidência entre Tilden e Rutherford B. Hayes. Ele morreu em 19 de agosto de 1883, aos 73 anos, e foi enterrado no Cemitério Prospect Hill em York, Pensilvânia.

## Família
Em 23 de março de 1836, Black casou-se com a ex-Mary Forward (24 de março de 1819 - 24 de fevereiro de 1897). Eles tiveram quatro filhos, Rebekah Black, Chauncey Black, Henry Black Jr. e Mary Sullivan Black.